# Calvário

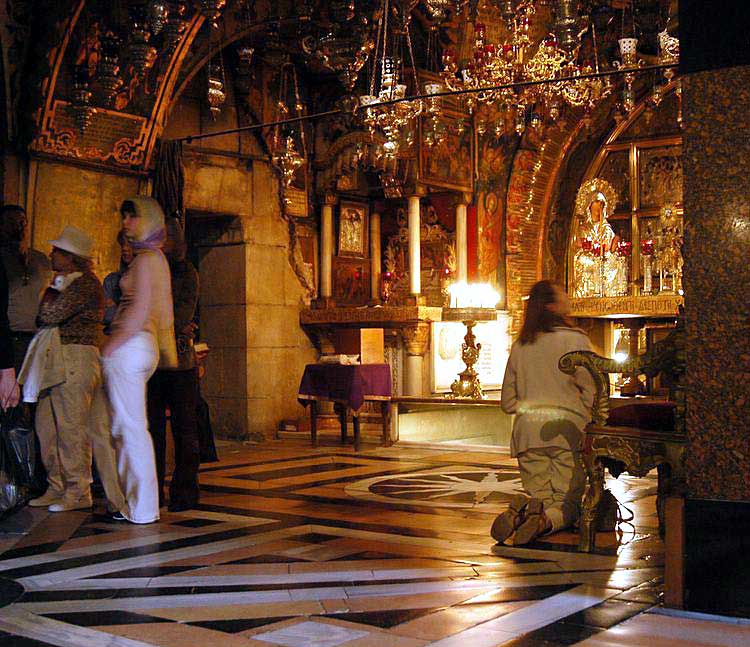
Lugar tradicional do Monte Gólgota, dentro da Igreja do Santo Sepulcro

Calvário ou Gólgota (em aramaico: Gûlgaltâ; em latim: Calvaria; em grego: Κρανίου Τόπος; romaniz.: Kraniou Topos) é a colina na qual Jesus foi crucificado e que, na época de Cristo, ficava fora da cidade de Jerusalém. O termo significa "caveira", referindo-se a uma colina ou platô que contém uma pilha de crânios ou a um acidente geográfico que se assemelha a um crânio.

## Narrativa bíblica
O Calvário é mencionado em todos os quatro evangelhos quando relatam a crucificação de Jesus: «E eles chegaram a um lugar chamado Gólgota, que significa o Lugar da Caveira.» (Mateus 27:33), «E eles levaram-no ao lugar chamado Gólgota, que é traduzido por Lugar da Caveira.» (Marcos 15:22), «Então eles chegaram ao lugar chamado de Caveira.» (Lucas 23:33) e «E carregando ele mesmo a sua cruz, saiu para o assim chamado Lugar da Caveira, que em hebraico se diz Gólgota.» (João 19:17).

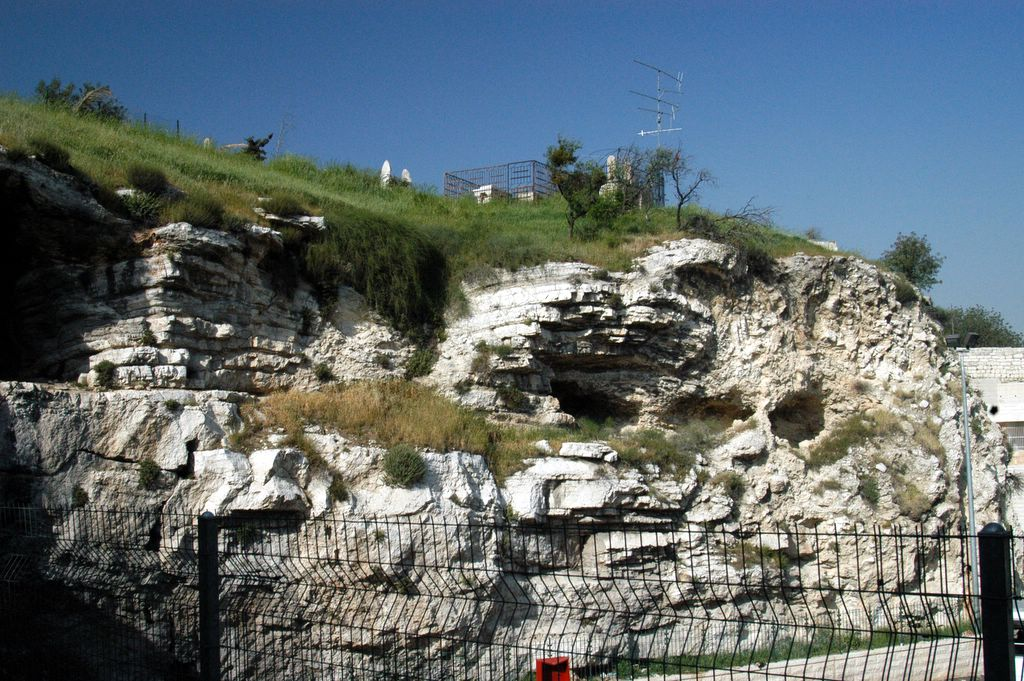
Lugar alternativo do Monte Gólgota, a leste de Jerusalém, próximo ao Jardim do Túmulo

O Novo Testamento descreve o Calvário como "perto de Jerusalém" (João 19:20), e fora das muralhas da cidade (Hebreus 13:12). Isso está de acordo com a tradição judia, em que Jesus foi também enterrado perto do lugar de sua execução.
O imperador romano Constantino construiu a Igreja do Santo Sepulcro sobre o que se pensava ser o sepulcro de Jesus entre 326 e 335, perto do lugar do Calvário. De acordo com a tradição cristã, o Sepulcro de Jesus e a Verdadeira Cruz foram descobertos pela imperatriz Helena de Constantinopla, mãe de Constantino, em 325. A igreja está hoje dentro das muralhas da Cidade Antiga de Jerusalém, após a expansão feita por Herodes Agripa em 41-44, mas o Santo Sepulcro estava provavelmente além das muralhas, na época dos eventos relacionados com a vida de Cristo.
Dentro da Igreja do Santo Sepulcro há uma elevação rochosa com cerca de cinco metros de altura, que se acredita ser o que resta visível do Calvário. A igreja é aceita como o "Sepulcro de Jesus" pela maioria dos historiadores e a pequena rocha dentro da igreja como o local exato do Monte Calvário, onde a cruz foi elevada para a crucificação de Jesus. Veja também: O Peregrino de Bordéus (333), Eusébio (338), o bispo Cirilo (347), a peregrina Egéria (383), o bispo Euquério de Lyon (440) e o Breviarius de Hierosolyma (530), em alemão.
Depois de passar uma temporada na Palestina em 1882-83, Charles George Gordon sugeriu uma localização diferente para o Calvário. O Jardim do Túmulo fica ao norte do Santo Sepulcro, localizado fora do atual Portão de Damasco, em um lugar certamente utilizado para enterros no período bizantino. O jardim tinha uma penhasco com dois grandes buracos fundos, que o povo dizia serem os olhos da caveira.
O arqueólogo israelense Shimon Gibson, em sua obra "Os últimos Dias de Jesus", descarta totalmente a localização do Calvário como sendo o de Gordon por um motivo muito simples: o túmulo que lá se encontra, tradicionalmente conhecido como o "Túmulo do Jardim" remonta ao século VII a.C. e a Bíblia relata que o túmulo utilizado para sepultar Cristo tinha sido mandado escavar recentemente na rocha por José de Arimateia. Assim, prevalece a crença tradicional, cuja localização foi perpetuada pelos cristãos desde a destruição de Jerusalém pelos romanos em 70 d.C. e mantida através dos séculos.
O nome Calvário refere-se frequentemente a esculturas ou pinturas representando a cena da crucificação de Jesus, ou uma pequena capela incorporando uma pintura com a cena. Pode também ser utilizado para descrever construções mais importantes, em formato de monumento, especialmente colinas artificiais erguidas por devotos.
Igrejas em diversas denominações cristãs têm sido chamadas de Calvário. O termo é também algumas vezes dado a cemitérios, especialmente aqueles associados com a Igreja Católica.